# Frithjof Kühn

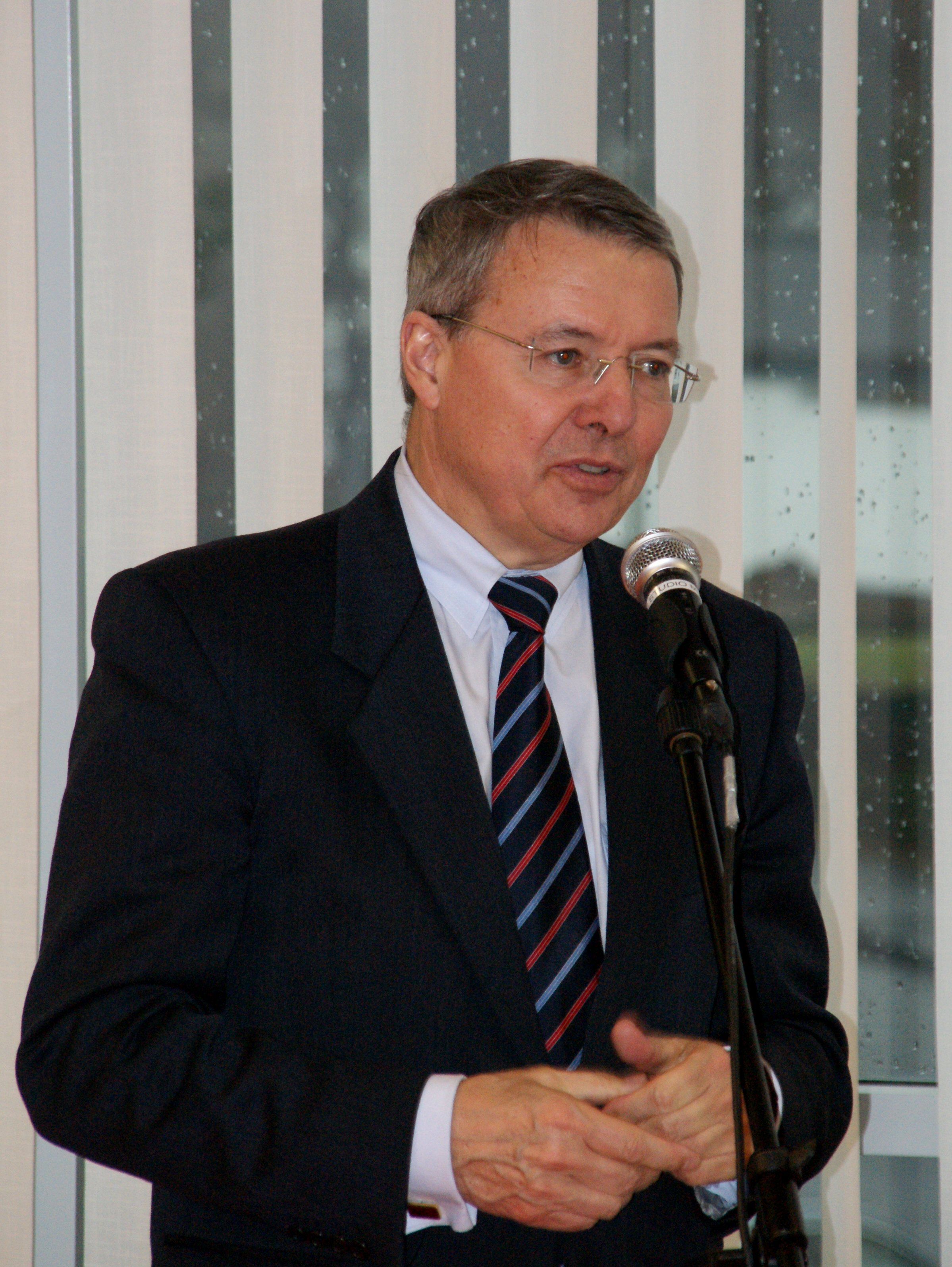
Frithjof Kühn (2009)

Frithjof Kühn (* 16. Oktober 1943 in Fürstenfeldbruck) ist ein deutscher Politiker der CDU. Von 1999 bis 2014 war er hauptamtlicher Landrat des nordrhein-westfälischen Rhein-Sieg-Kreises. 

## Leben
Nach dem Krieg kam Frithjof Kühn ins Rheinland, in Düsseldorf machte er 1964 Abitur, leistete Wehrdienst und studierte danach Jura. Nach seinem Jurastudium unter anderem in Köln und München wurde er wissenschaftlicher Mitarbeiter des Bundesrates. 
Seit 1981 war Frithjof Kühn beim Rhein-Sieg-Kreis tätig. 1985 wurde er Dezernent für Umweltschutz und öffentliche Ordnung. 1991 wurde er außerdem Dezernent für die Finanzen. 1994 wurde er zum Oberkreisdirektor gewählt. Dieses Amt wurde 1999 aufgelöst und durch das Amt eines direkt von den Bürgern gewählten hauptamtlichen Landrats ersetzt. Bei der ersten Wahl zum hauptamtlichen Landrat im September 1999 wurde Frithjof Kühn mit 60,6 % der Stimmen gewählt. 2004 wurde er mit 55,4 % und bei der letzten Wahl am 30. August 2009 mit 52,7 % der Stimmen für weitere fünf Jahre in seinem Amt bestätigt, sein Kontrahent Achim Tüttenberg (SPD) erreichte 28,3 % der Wählerstimmen. 
Als hauptamtlicher Landrat führte Kühn gleichzeitig auch die Kreispolizeibehörde, so wie es in Nordrhein-Westfalen im Wege der Organleihe geregelt ist.
Frithjof Kühn kündigte auf einer Pressekonferenz am 10. Oktober 2013 den vorzeitigen Rücktritt vom Amt des Landrates an. Seine Entlassungsurkunde erhielt er am 6. Juni 2014, seine Amtszeit endete am 22. Juni. Nachfolger ist Sebastian Schuster.
Kühn ist Mitglied des Corps Rhenania Bonn und des Corps Alemannia Wien zu Linz. Von 2009 bis 2014 war er Vorsitzender des Rheinischen Vereins für Denkmalpflege und Landschaftsschutz. Seit Januar 2010 ist Kühn Aktionärsvertreter im Aufsichtsrat der RWE AG.
Er lebt im Sankt Augustiner Stadtteil Hangelar.